# König-Ludwig-Fernsicht

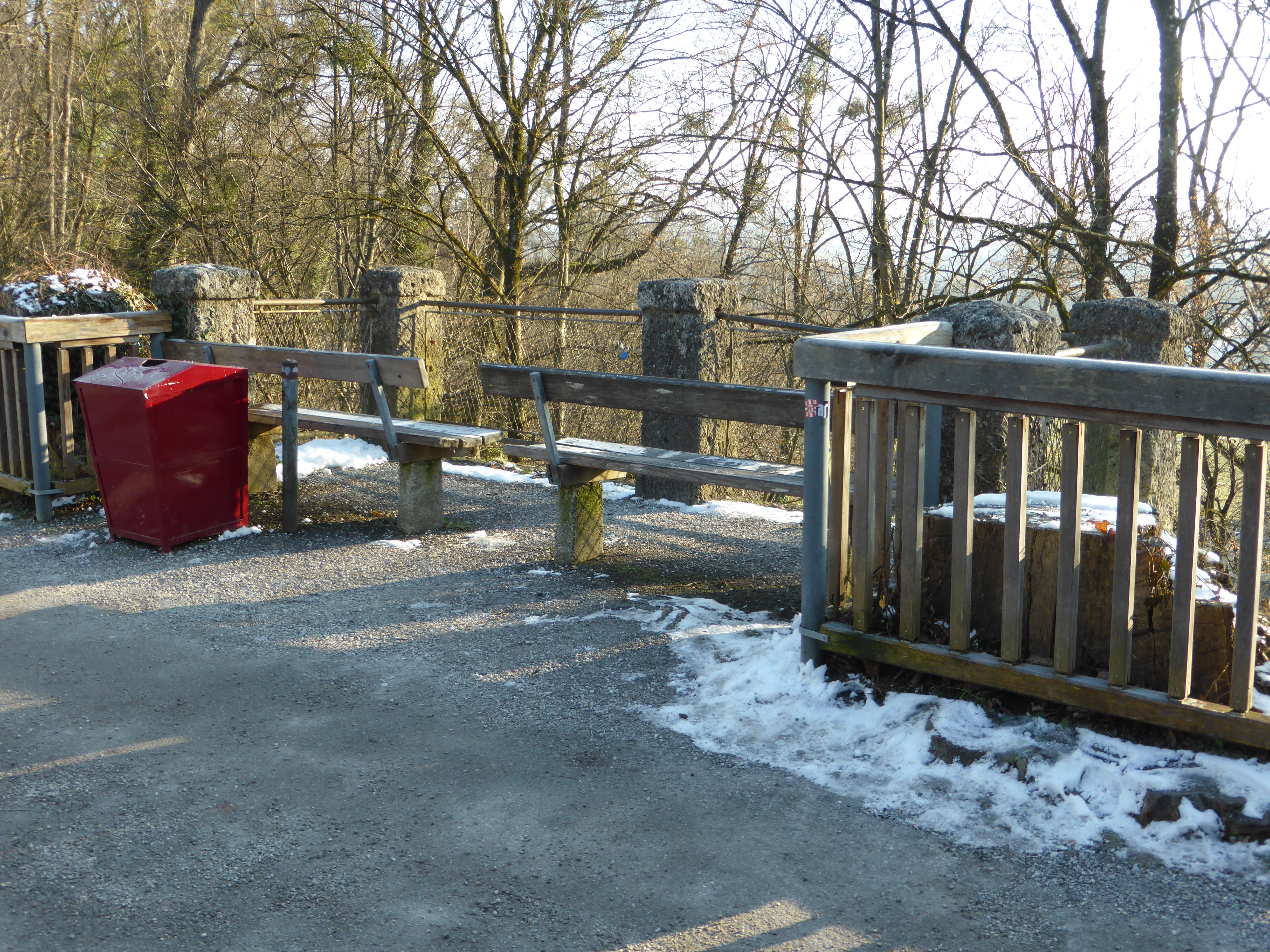
König-Ludwig-Fernsicht

Die König-Ludwig-Fernsicht (auch Ludwigsaussicht oder Ludwigsfernsicht genannt) ist ein Aussichtspunkt auf dem Mönchsberg in der österreichischen Landeshauptstadt Salzburg im Bereich des historischen Zentrums.

## Lage und Geschichte

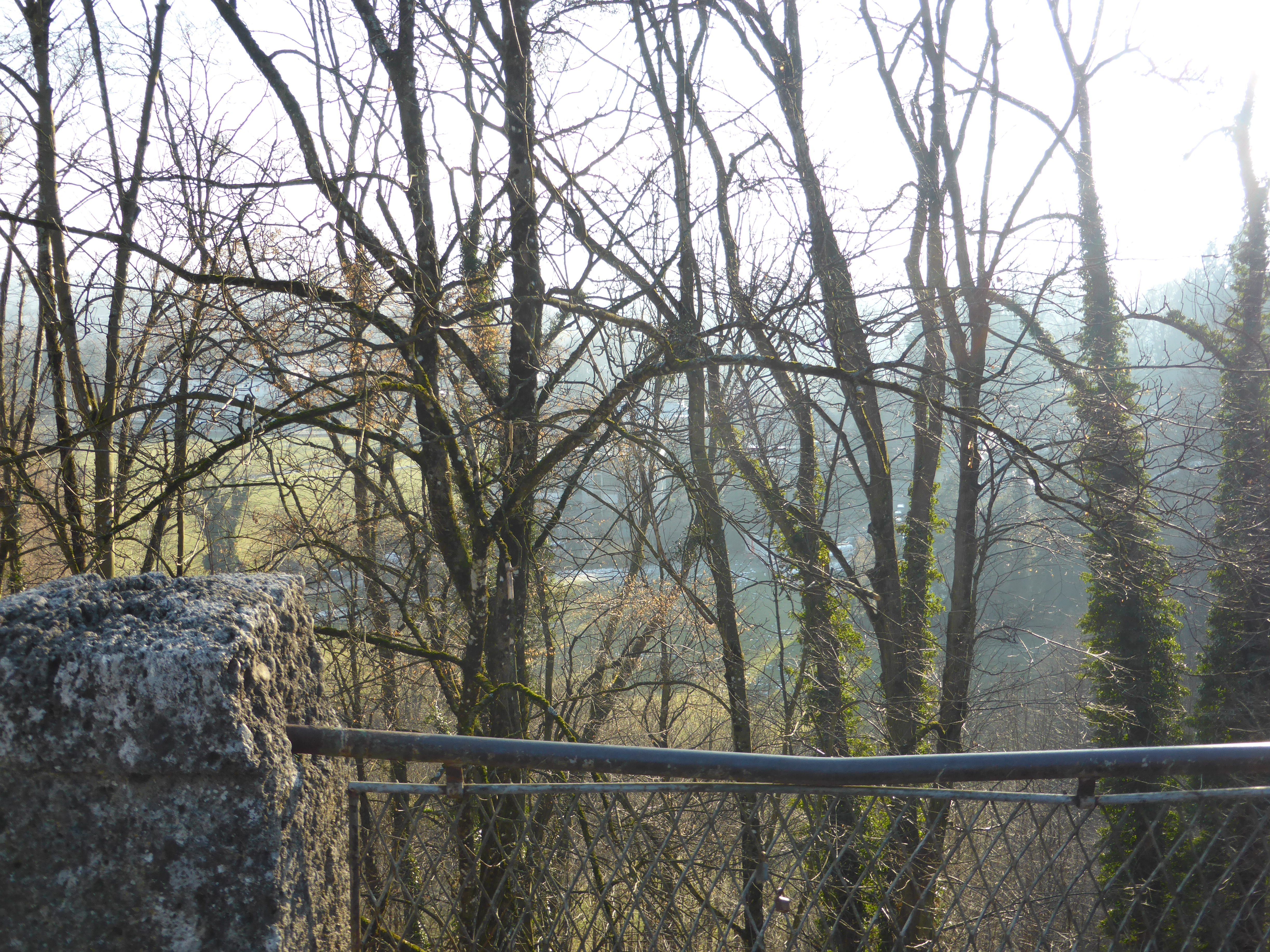
König-Ludwig-Fernsicht, Blick nach Süden

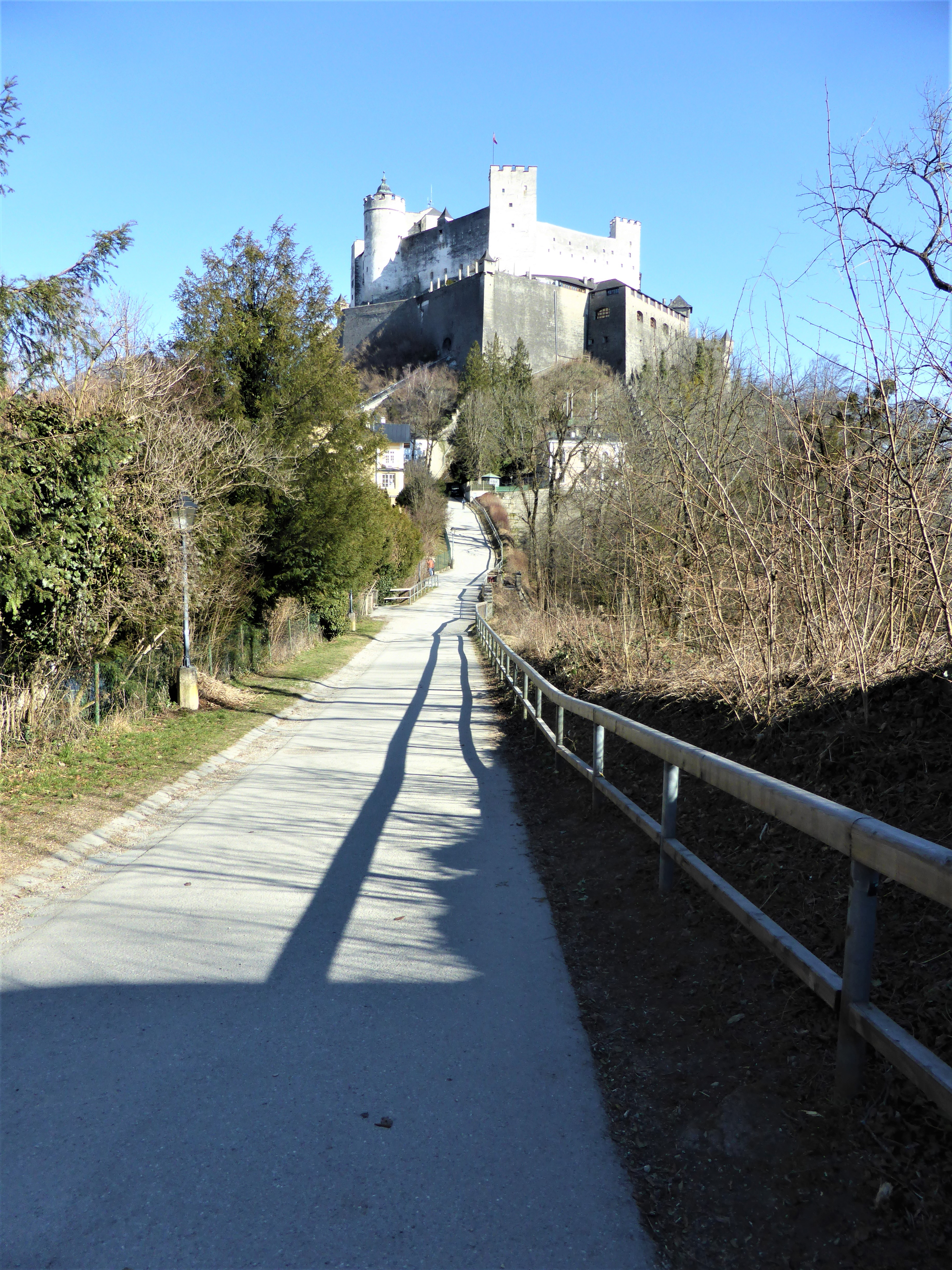
Oskar-Kokoschka-Weg (Blick zur Festung Hohensalzburg)

Der Aussichtspunkt liegt am Oskar-Kokoschka-Weg und wurde unter Mitwirkung des Salzburger Stadtvereins bei der Schaffung eines Durchbruchs durch die von Paris Lodron erbaute Befestigungsmauer bei der Mönchsbergscharte und der Errichtung einer Wegeanlage am Mönchsberg errichtet. 1863 wurde unter Bürgermeister Heinrich Ritter von Mertens das sog. Bürgermeisterloch aus der Befestigungsmauer herausgebrochen; seinen Namen erhielt dieser Durchgang, da der damals im Daunschlössl im Stadtteil Nonntal wohnende Bürgermeister diesen Weg als Abkürzung zum Salzburger Rathaus benutzte. Oberhalb dieses Tores wurde 1865 die König-Ludwig-Fernsicht errichtet, die nach dem in Salzburg beliebten Ludwig I. von Bayern benannt wurde, der nach seiner Abdankung 1851 das nahe liegende Schloss Leopoldskron erworben und zeitweise bewohnt hat.
Die Stelle bietet an sich Ausblick Richtung Süden auf die Stadtteile Nonntal, Riedenburg und Hellbrunn. Der Aussichtspunkt wurde nach einigen Jahrzehnten vom starken Bewuchs freigeschnitten, der Fernblick ist heute aber wieder durch solchen stark eingeschränkt.